# ملعب إيبوروا البلدي
ملعب إيبوروا البلدي (بالإسبانية: Ipurua Municipal Stadium)‏ ملعب كرة قدم يقع في مدينة إيبار بإقليم الباسك في إسبانيا، هو الملعب الخاص لنادي إيبار الذي يلعب في الدوري الإسباني، تم افتتاح الملعب في سنة 1947 وأول مباراة أُقيمت على الملعب جمعت نادي إيبار ونادي إلغويبار وخسر نادي إيبار بنتيجة 0-2، يتسع الملعب إلى 6,300 متفرج. تم تجديد الملعب ثلاث مرات، وذلك في أعوام 1986، 2016، و2019.